# Pedro de San Superano
Pedro de San Superano (también escrito San Superán, en francés: Pierre de Saint-Superan; fallecido en 1402) fue uno de los comandantes de la Compañía navarra en Morea desde 1379 hasta 1396, cuando se convirtió en príncipe de Acaya, título que mantuvo hasta su muerte.

## Nombre
Pedro de San Superano aparece con un número significativo de nombres en la bibliografía. A continuación, su nombre se muestra como lo usaba él mismo, así como sus contemporáneos en letras de la época. Además, también se presenta la multitud de nombres diferentes en la bibliografía posterior.
En una carta fechada el 17 de julio de 1385, el propio Pedro firmó como Petro de Sancto Superano capitano Principatus de la Morerya (durante el tiempo que fue capitán militar en el Principado de Morea, mientras que Mahiot de Coquerel fue bailío del principado).
El 12 de septiembre de 1382, en otra carta, se hace referencia a Pedro como lo bort den Sen Subra, que el autor del libro (1947) inscribe con un signo de interrogación y explica: «Bort de Sant Cebriá (también conocido como Pere de San Superano)».
En una carta del 17 de abril de 1387, se le conoce como Petro de Sent Siura capetano e vicario generali principatus d Acaya.
En el mismo libro de 1947, el autor comenta una carta de Agnes Acciajuoli, que escribía a su hermano Donat) y se refiere a Pedro como «Pierre Bordeaux de Saint Superán, el llamado Bort de Sant Cebriá».
En un libro de 1907, se obtiene la información de que Pierre de San Superan y Varvassa, comandantes, son mencionados por primera vez en 1380, así como que San Superan recibió la ciudadanía de Burdeos por parte del Príncipe Negro.
En otra obra aparece como Pierre Bordeaux de Saint Superan, Signore de Landirans. Saint Superan (en francés) o San Superano (en catalán) se refiere a un castillo, posiblemente cerca de Landiras, a 19 millas al sursureste de Burdeos. En la zona de Landiras hay un castillo (Château de Landiras) construido en 1306.
En una edición de 1913 se hace referencia a Pedro como S. Superan-Landiras.
A partir de una referencia de 1382, aparece como Pierre Lebourd de Saint-Supéran, junto con Bérard de Varvassa y en otros solamente como Pierre Lebourd y en otra modificación como Petrus Lebord de Sancto Superano.
En una fuente de 1994 se le menciona como Pedro Bordo de San Superano y en otra de 1885 Pedro Bordo de St. Exupéry con la explicación «el bastardo de San Superano».
Finalmente, en una fuente de 1883, se le conoce como «Pierre de Saint Exupéry, llamado en textos latinos e italianos como Petrus de Sancto Superano, Petro de San Superano, llamado Bordo o Burdeos por el lugar de su nacimiento».

## Biografía
Después de que los restos de la primera compañía navarra se trasladaran de Durazzo a Morea, probablemente en 1378, aparecieron reorganizados bajo tres capitanes llamados Mahiot de Coquerel, Berard de Varvassa y Pedro Bordo. En 1381, Mahiot, el principal de los tres, fue elevado al puesto de bailío de Acaya por el emperador latino Jacobo de Baux, mientras que Pedro y Berard aparecieron como sus capitanes imperiales. Tras la muerte de Jacobo en 1383, sus sucesores, Carlos III de Nápoles y su hijo Ladislao, no pudieron mantener el control de su Principado de Acaya y la Compañía navarra ostentaba el poder en la región. La Compañía negoció entre los demandantes competidores del principado y la República de Venecia. Mahiot murió en 1386 y Pedro lo sucedió como gobernante de facto de la Compañía y Morea. El 26 de julio de 1387, Pedro, con el respaldo de la autoridad secular y eclesiástica en Grecia, confirmó un tratado con Venecia por el cual se le cedieron derechos en el puerto de Navarino.
El 6 de septiembre de ese año, el papa Urbano VI declaró que, como los sucesores de Jacobo de Baux habían perdido sus derechos ante la Santa Sede, el principado le pertenecía y delegó su gobierno en Paolo Foscari, el arzobispo de Patras, quien a su vez nombró a Pedro vicario general. Pedro estaba constantemente en guerra con el Despotado de Morea, contra el cual incluso utilizó piratas otomanos, y el Ducado de Atenas bajo Nerio I Acciaioli. Este último fue capturado cerca de Vostitsa el 10 de septiembre de 1389 mientras intentaba entablar negociaciones con Pedro sobre Argos y Nauplia. Tuvo que comprar su libertad con concesiones al aliado del navarro, Venecia. A fines de 1394 o principios de 1395, el general turco Evrenos Beg invadió al despotado y se reunió con las fuerzas de Pedro en Leontari. Juntos, los dos sitiaron y tomaron Akova (28 de febrero). Después de que Evrenos regresó a Tesalia, Pedro fue derrotado por los griegos y tomado cautivo junto con el gran condestable Andrónico Asen Zaccaria, su cuñado. En diciembre, Venecia pagó 50 000 hiperpirones por la liberación de sus aliados.
A principios del año siguiente, Pedro acordó pagar 3 000 ducados a Ladislao a cambio del título de príncipe de Acaya. Fue investido con el principado, pero nunca terminó de finalizar sus pagos. En ese año de 1395, Pedro cooperó con Venecia para reforzar el muro de Hexamilion y resolver las disputas fronterizas sobre Modona y Corone. Después de la batalla de Nicópolis, el sultán otomano Bayezid I dirigió su atención a reducir los estados cristianos restantes en Grecia. Esto atrajo a Pedro y al déspota de Morea, Teodoro I Paleólogo, a una alianza. Sin embargo, el senado veneciano se negó a ayudar a los bizantinos. En 1399, Pedro derrotó a un ejército turco invasor y recibió los títulos de vicario papal y confaloniero de Acaya de manos de Bonifacio IX (15 de febrero de 1400). No obstante, la alianza cristiana no duró y Pedro saqueó las posesiones venecianas de Modona y Corone en 1401. Pedro murió al año siguiente, dejando a Acaya a su hijo pequeño bajo la regencia de su esposa, María II Zaccaria. María entregó la regencia a su sobrino Centurión II, quien pagó puntualmente la suma pendiente exigida por Ladislao y recibió el título de príncipe de Acaya.